# San Juan (rzeka w Ameryce Środkowej)
San Juan (hiszp. Río San Juan) – rzeka w Ameryce Środkowej o długości 199 km. Większość jej biegu stanowi rzekę graniczną między Nikaraguą a Kostaryką.
Wypływa z jeziora Nikaragua w pobliżu miasta San Carlos na wysokości 34 m n.p.m. Płynie w kierunku wschodnim, najpierw na terytorium Nikaragui, a po kilkudziesięciu kilometrach jako rzeka graniczna między Nikaraguą a Kostaryką. Uchodzi deltą do Morza Karaibskiego.
Od nazwy rzeki wziął nazwę nikaraguański departament Río San Juan.